# Eksponentiel vækst
|  | Sammenskrivningsforslag Artiklerne Eksponentiel vækst, Eksponentiel ligning, Eksponentiel udvikling er foreslået føjet ind i Eksponentiel udvikling. (Siden maj 2019) Diskutér forslaget Kort begrundelse: De handler om det samme. Evt. kunne det rent matematiske være under Eksponentialfunktion. |

Den eksponentielle vækst er en måde, hvorpå en mængde kan forøges eller formindskes. Dette er f.eks. formeringen af bakterier eller henfald af radioaktive stoffer. Renters rente er også et eksempel på en eksponentiel vækst.

## Matematisk udformning
En eksponentiel vækst (også kaldt procentuel vækst) kan skrives på formen
{\displaystyle f(x)=b\cdot a^{x}},hvor {\displaystyle a>0\,} og {\displaystyle a\neq 1}. {\displaystyle a} er udviklingshastigheden – også kaldet grundtallet for funktionen.
- hvis {\displaystyle a>1} vil grafen være stigende (voksende funktion).
- hvis {\displaystyle a=1} vil grafen være en vandret linje (konstant funktion).
- hvis {\displaystyle 0<a<1} vil grafen være faldende (aftagende funktion).

En eksponentiel vækst vil danne en ret linje på enkeltlogaritmisk papir.
Kendes to punkter {\displaystyle (x_{1},y_{1})} og {\displaystyle (x_{2},y_{2})} kan konstanten {\displaystyle a} findes ved formlen {\displaystyle a={\sqrt[{x_{2}-x_{1}}]{\frac {y_{2}}{y_{1}}}}} og {\displaystyle b} kan herefter findes ud fra {\displaystyle (x_{1},y_{1})} eller {\displaystyle (x_{2},y_{2})}:
{\displaystyle b={\frac {y_{1}}{a^{x_{1}}}}} eller {\displaystyle b={\frac {y_{2}}{a^{x_{2}}}}}

### Eksponentialfunktion
Den naturlige eksponentialfunktion {\displaystyle \exp(x)} eller {\displaystyle {\mathrm {e} }^{x}} kan defineres på flere forskellige ækvivalente måder som en uendelig række. Specielt kan den defineres ved potensrækken:
{\displaystyle {\mathrm {e} }^{x}=\sum _{n=0}^{\infty }{x^{n} \over n!}=1+x+{x^{2} \over 2!}+{x^{3} \over 3!}+{x^{4} \over 4!}+\cdots }
eller som grænseværdien af en talfølge:
{\displaystyle {\mathrm {e} }^{x}=\lim _{n\to \infty }\left(1+{x \over n}\right)^{n}.}
I disse definitioner er {\displaystyle n!} fakultetet af {\displaystyle n}, og {\displaystyle x} kan eksempelvis være et reelt tal, komplekst tal, et element i en Banachalgebra (eksempelvis en kvadratisk matrix) eller et element i legemet af p-adiske tal.

#### Bestemmelse af fordoblings- og halveringskonstanten i en eksponentialfunktion
Fordoblingskonstanten og halveringskonstanten er udtryk der bruges om eksponentiel udvikling og fortæller, hvor langt man skal gå ud ad abscisseaksen for at få fordoblet (eller halveret) funktionsværdien, denne længde er nemlig konstant. 
En eksponentielt voksende funktion er generelt skrevet:
{\displaystyle f(x)=b\cdot a^{x},\quad a,b,x\in \mathbb {R} ,a>0,b>0}
Fordoblingskonstanten {\displaystyle T_{2}} er i denne givet som:
{\displaystyle T_{2}={\frac {\log(2)}{\log(a)}}}
Ved halveringskonstanten er det dog ikke {\displaystyle \log(2)}, men {\displaystyle \log(0.5)} (som er det samme som {\displaystyle -\log(2)}), altså gælder:
{\displaystyle T_{1/2}={\frac {\log(0.5)}{\log(a)}}}

## Eksempel
Som et eksempel kigges på formeringen af bakterier: Start med fem bakterier og antag at en bakterie deler sig en gang i minuttet.
Ved starten, dvs. ved tiden {\displaystyle t=0} haves altså 5 bakterier. Efter et minut haves 10, efter to minutter 20, efter tre minutter 40, efter fire minutter 80.
Matematisk set vil det omtalte eksempel have formlen {\displaystyle f(x)=5\cdot 2^{x}}, hvor {\displaystyle f(x)} er antal bakterier og {\displaystyle x} betegner tiden i minutter. Efter f.eks. 10 minutter vil der altså være {\displaystyle f(10)=5\cdot 2^{10}=5\,120} bakterier.

## Væksthastighed
Som det kan ses i eksemplet, vokser eksponentielle funktioner meget hurtigt. Det er en kendt regel, at de vokser hurtigere end potensfunktioner. Deres væksthastighed fås ved differentiering:
{\displaystyle {\frac {\mathrm {d} }{\mathrm {d} x}}(b\cdot a^{x})=b\cdot \ln(a)\cdot a^{x}}
Altså: En eksponentiel funktions væksthastighed er i sig selv en eksponentiel funktion. Faktisk vokser hastigheden hurtigere end selve funktionen, grundet det ekstra led {\displaystyle \ln(a)}. Og faktisk vokser accelerationen af denne endnu hurtigere, idet:
{\displaystyle {\frac {\mathrm {d} }{\mathrm {d} x}}(b\cdot \ln(a)\cdot a^{x})=b\cdot \ln(a)^{2}\cdot a^{x}}
En potentiel udvikling er ikke lige så hurtig. Dette ses tydeligt, idet:
{\displaystyle {\frac {\mathrm {d} }{\mathrm {d} x}}(b\cdot x^{a})=b\cdot a\cdot x^{a-1}}
Og fortsat:{\displaystyle {\frac {\mathrm {d} }{\mathrm {d} x}}(b\cdot a\cdot x^{a-1})=b\cdot a\cdot (a-1)\cdot x^{a-2}}
Er funktionen et polynomium, fås snart en konstant: {\displaystyle b\cdot a!}, som ved næste differentiering bliver væk.